# Nemít prachy – nevadí…
nemít prachy – nevadí... (1999) je album písniček Jaroslava Uhlíře (hudba) a Zdeňka Svěráka (texty) z televizního pořadu Hodina zpěvu. Obsahuje 16 písniček, které zpívají autoři spolu s dětským sborem Sedmihlásek.

## Seznam písniček
1. V Čudu – 2:16
2. Dětské oddělení – 3:11
3. Dravci – 1:53
4. Pousmání – 2:36
5. Vodojem – 2:39
6. Cvrčkovi ukradli housličky – 2:40
7. Když si táta pohvizduje – 2:10
8. Asfaltér – 1:55
9. Mobil – 2:57
10. Narovnej se – 4:14
11. Zhubla Nina – 1:40
12. Ninini – 1:44
13. Jednoduchá pískací – 2:28
14. Maškarní plesy – 3:16
15. Psí spřežení – 2:27
16. Nepřestávám – 2:56
17. Maškarní plesy – instrumentální verze – 3:16

## Účinkují
- zpívají Zdeněk Svěrák, Jaroslav Uhlíř, dětský sbor Sedmihlásek (sbormistři Hana a Vít Homérovi) a Eliška Uhlířová (4, 14, 17)
- aranžmá: Ladislav Pokorný (3, 7), Jaroslav Uhlíř (1, 2, 4–6, 8–17)
- hrají:
  - skupina Little BIG COMPANY (3, 7)
  - skupina MOUR (1, 2, 4–6, 8–17)
  - Jaroslav Svěcený – housle (6)
  - Jiří Hošek – violoncello (10, 14, 15, 17)
  - Ivan Mládek – banjo (1)
  - Eva Mayerová – housle (3–5, 11)
  - Ladislav Bartoš – basová kytara (3, 7)
  - František Havlíček – klarinet (7, 11)
  - Ladislav Pokorný – kytara (2, 3, 5–7, 9, 11, 13, 16)
  - Štěpán Uhlíř – kytara (8, 12, 13, 15, 16)
  - Jaroslav Uhlíř – klavír, klávesy, foukací harmonika (1–17)